# Société financière de Développement
La Société financière de Développement (SOFIDE S.A.) est une institution financière de droit congolais, créée en 1970 grâce à une collaboration entre l'État congolais, la Banque centrale du Congo, le Groupe de la banque mondiale et des entreprises privées. Elle est reconnue comme la première et la plus importante banque de développement en république démocratique du Congo (RDC).

## Objet social
La SOFIDE a pour objectif de contribuer techniquement et financièrement au développement de la RDC en favorisant la création, l'extension ou la modernisation des entreprises industrielles, agricoles ou autres, qu'elles appartiennent au secteur public, privé ou mixte, et qu'elles soient nationales ou étrangères.

## Mission
La mission de la SOFIDE est d'apporter un soutien financier aux acteurs économiques initiant des projets d'investissement productifs ayant un impact visible sur la collectivité. Cela inclut la satisfaction des besoins de la population et des entreprises, ainsi que la création de valeur ajoutée, de richesses et d'emplois. De plus, la SOFIDE peut accompagner ces opérateurs économiques dans le montage technique et financier de leurs dossiers de demande de crédits d'investissement et assurer le suivi de leurs activités sur le terrain, à condition qu'ils en fassent la demande.

## Siège social
Le siège social de la SOFIDE est situé à Kinshasa, en République Démocratique du Congo.
En tant que principale banque de développement du pays, la SOFIDE joue un rôle crucial dans le soutien et la promotion du développement économique en RDC.